# Цуцин, Лука
Лука Цуцин (серб. Лука Цуцин; 24 ноября 1998, Белград, СРЮ) — сербский футболист, защитник. В настоящее время выступает за «Партизан».

## Карьера
Лука начал карьеру в футбольном клубе «Телеоптик» — фарм-клубе «Партизана». 21 августа 2017 года дебютировал в первой лиге Сербии в матче против «Динамо».
С начала 2018 года выступает за основу «Партизана». Сыграл 4 матча, завоевал с командой серебряные медали национального чемпионата и выиграл кубок.
Выступал за сборные Сербии до 16, до 17 и до 18 лет.

## Достижения
«Партизан»
- Вице-чемпион Сербии (1): 2017/18
- Обладатель кубка Сербии (1): 2017/18